# Schmidt-Zerlegung
In der linearen Algebra bezeichnet die Schmidt-Zerlegung (die nach Erhard Schmidt benannt ist) eine bestimmte Darstellung eines Vektors im Tensorprodukt von zwei Vektorräumen mit Skalarprodukt als Summe von wenigen paarweise orthonormalen Produktvektoren. Die Schmidt-Zerlegung findet zum Beispiel in der Quanteninformatik Anwendung.

## Aussage
Seien {\displaystyle H_{1}} und {\displaystyle H_{2}} Hilberträume der Dimension {\displaystyle n} beziehungsweise {\displaystyle m} und sei {\displaystyle n\geq m}. Dann gibt es für jeden Vektor {\displaystyle v\in H_{1}\otimes H_{2}} Mengen von paarweise orthonormalen Vektoren {\displaystyle \{u_{1},\ldots ,u_{m}\}\subset H_{1}} und {\displaystyle \{v_{1},\ldots ,v_{m}\}\subset H_{2}}, so dass
{\displaystyle v=\sum _{i=1}^{m}\alpha _{i}u_{i}\otimes v_{i}}
gilt, wobei die nicht-negativen Zahlen {\displaystyle \alpha _{1}\geq \alpha _{2}\geq ...\geq \alpha _{m}\geq 0} durch {\displaystyle v} eindeutig bestimmt sind.

## Beweis
Die Schmidt-Zerlegung ist im Wesentlichen eine Konsequenz der Singulärwert-Zerlegung. Fixiere Orthonormalbasen {\displaystyle \{e_{1},\ldots ,e_{n}\}\subset H_{1}} und {\displaystyle \{f_{1},\ldots ,f_{m}\}\subset H_{2}}. Der Elementartensor {\displaystyle e_{i}\otimes f_{j}} kann mit der Matrix {\displaystyle e_{i}f_{j}^{T}} (hier bezeichnet {\displaystyle f_{j}^{T}} die Transposition von {\displaystyle f_{j}}) identifiziert werden. Ein beliebiger Vektor {\displaystyle v} lässt sich in der Basis {\displaystyle e_{i}\otimes f_{j}} schreiben als
{\displaystyle v=\sum _{1\leq i\leq n,1\leq j\leq m}\beta _{ij}e_{i}\otimes f_{j}}
und kann dann mit der {\displaystyle n\times m} Matrix
{\displaystyle \;M_{v}=(\beta _{ij})}
identifiziert werden. Nach der Singulärwertzerlegung gibt es unitäre Matrizen {\displaystyle U} auf {\displaystyle H_{1}} und {\displaystyle V} auf {\displaystyle H_{2}} und eine positiv-semidefinite {\displaystyle m\times m} Diagonalmatrix {\displaystyle \Sigma } so dass
{\displaystyle M_{v}=U{\begin{bmatrix}\Sigma \\0\end{bmatrix}}V^{T}.}
Schreibt man {\displaystyle U={\begin{bmatrix}U_{1}&U_{2}\end{bmatrix}}}, wobei {\displaystyle U_{1}} eine {\displaystyle n\times m}-Matrix ist, dann erhält man
{\displaystyle \;M_{v}=U_{1}\Sigma V^{T}.}
Bezeichnet man nun die ersten {\displaystyle m} Spaltenvektoren von {\displaystyle U_{1}} mit {\displaystyle \{u_{1},\ldots ,u_{m}\}}  und mit {\displaystyle \{v_{1},\ldots ,v_{m}\}} die Spaltenvektoren von V und die Diagonalelemente der Matrix {\displaystyle \Sigma } mit {\displaystyle \alpha _{1},\ldots ,\alpha _{m}} dann folgt
{\displaystyle M_{v}=U_{1}\Sigma V^{T}=\sum _{i=1}^{m}\alpha _{i}u_{i}v_{i}^{T}=\sum _{i=1}^{m}\alpha _{i}u_{i}\otimes v_{i}},
was die Behauptung beweist.

## Verwendung in der Physik
Die Schmidt-Zerlegung findet z. B. in der Quantenphysik Anwendung.

### Spektrum reduzierter Zustände
Betrachte einen Vektor in der Schmidt-Form
{\displaystyle w=\sum _{i=1}^{m}\alpha _{i}u_{i}\otimes v_{i}.}
Die Matrix {\displaystyle \rho =ww^{*}} ({\displaystyle w^{*}} bezeichnet den zu {\displaystyle w} adjungierten Vektor) ist ein eindimensionaler Projektor auf {\displaystyle H_{1}\otimes H_{2}}.  Die partielle Spur von {\displaystyle \rho } bezüglich entweder dem Teilsystem {\displaystyle H_{1}} oder {\displaystyle H_{2}} ist dann durch eine Diagonalmatrix gegeben, deren nicht-verschwindende Einträge  {\displaystyle |\alpha _{i}|^{2}} sind. Anders ausgedrückt zeigt die Schmidt-Zerlegung, dass das Spektrum der beiden partiellen Spuren {\displaystyle {\text{tr}}_{1}(\rho )} und {\displaystyle {\text{tr}}_{2}(\rho )} gleich ist.
In der Quantenmechanik beschreibt {\displaystyle \rho } (wie jeder eindimensionale Projektor auf {\displaystyle H_{1}\otimes H_{2}}) den reinen Zustand eines aus zwei Teilen zusammengesetzten Systems und {\displaystyle \rho _{2}:={\text{tr}}_{1}(\rho )} bzw. {\displaystyle \rho _{1}:={\text{tr}}_{2}(\rho )} beschreibt den reduzierten Zustand im Teilsystem 2 bzw. 1. Das Spektrum des reduzierten Zustands bestimmt unter anderem dessen Von-Neumann-Entropie sowie verschiedene Verschränkungsmaße des reinen Zustands {\displaystyle \rho }.

### Schmidt-Rang und Verschränkung
Für einen Vektor {\displaystyle w\in H_{1}\otimes H_{2}} werden die strikt positiven Werte {\displaystyle \alpha _{i}>0} in seiner Schmidt-Zerlegung als seine Schmidt-Koeffizienten bezeichnet.  Die Anzahl von Schmidt-Koeffizienten heißt Schmidt-Rang von {\displaystyle w}.
Die folgenden Aussagen sind äquivalent:
- der Schmidt-Rang von {\displaystyle w} ist größer als eins
- {\displaystyle w} lässt sich nicht als Produktvektor {\displaystyle u\otimes v} schreiben
- {\displaystyle w} ist verschränkt
- die reduzierten Zustände von {\displaystyle w} sind nicht rein

Aus den Schmidt-Koeffizienten eines reinen Zustands {\displaystyle w} lassen sich alle seine Verschränkungseigenschaften bestimmen. Auch das Verhalten von {\displaystyle w} unter  lokalen Quantenoperationen ist durch die Schmidt-Koeffizienten festgelegt, insbesondere, ob sich zwei Zustände lokal ineinander transformieren lassen.